# Christ Agony
I Christ Agony sono una band black metal polacca formatasi a Morąg nel 1990.

## Formazione

### Formazione attuale
- Cezar - chitarra e voce (1990- )
- Reyash - basso e voce (2007- )
- Hellrizer - batteria (2008, 2010-)

### Ex componenti

#### Basso e voce
- Ash (1990-1995)
- Mauser (1995-1997)
- Blackie (1997-2000)
- Mscislaw (2010)

#### Chitarra
- G-Hatt (2000)

#### Batteria
- Zurek (1990-1995)
- Gilan (1995-1998)
- Thoarinus (1998-2000)
- Vitold (2000)
- Zaala (2000-2005)
- Icanraz (2007-2010)
- Vizun (2010)
- Inferno (2011)

## Discografia
Album in studio
- 1993 - Unholyunion
- 1994 - Daemoonseth - Act II
- 1996 - Moonlight - Act III
- 1997 - Darkside
- 1998 - Trilogy
- 1999 - Elysium
- 2008 - Condemnation
- 2010 - Nocturn
- 2016 - Legacy

Album live
- 2002 - Live - Apocalypse

Raccolte
- 1995 - Faithless
- 2000 - Unholyunion / Daemoonseth Act II
- 2000 - Moonlight Act III / Darkside
- 2010 - UnholyDaeMoon

Demo
- 1990 - Sacronocturn
- 1992 - Epitaph of Christ

EP
- 1996 - Moonlight Act III
- 2007 - Demonology
- 2007 - Black Blood